# Sognando Napoli
Sognando Napoli è il quinto album del cantante siciliano Gianni Celeste, cantato in lingua napoletana, pubblicato nel 1988. Si tratta di una raccolta di rivisitazioni di canzoni classiche napoletane.

## Tracce
1. Simmo 'e Napule... Paisà!
2. Nun a penzo proprio cchiù
3. 'A farfalla
4. Piscaturella
5. 'A cemmenera
6. Pe sempe
7. Dint'a chiesa
8. Suonne sunnate
9. T'aggia scurdà
10. Chella llà